# Myrmarachne formicaria

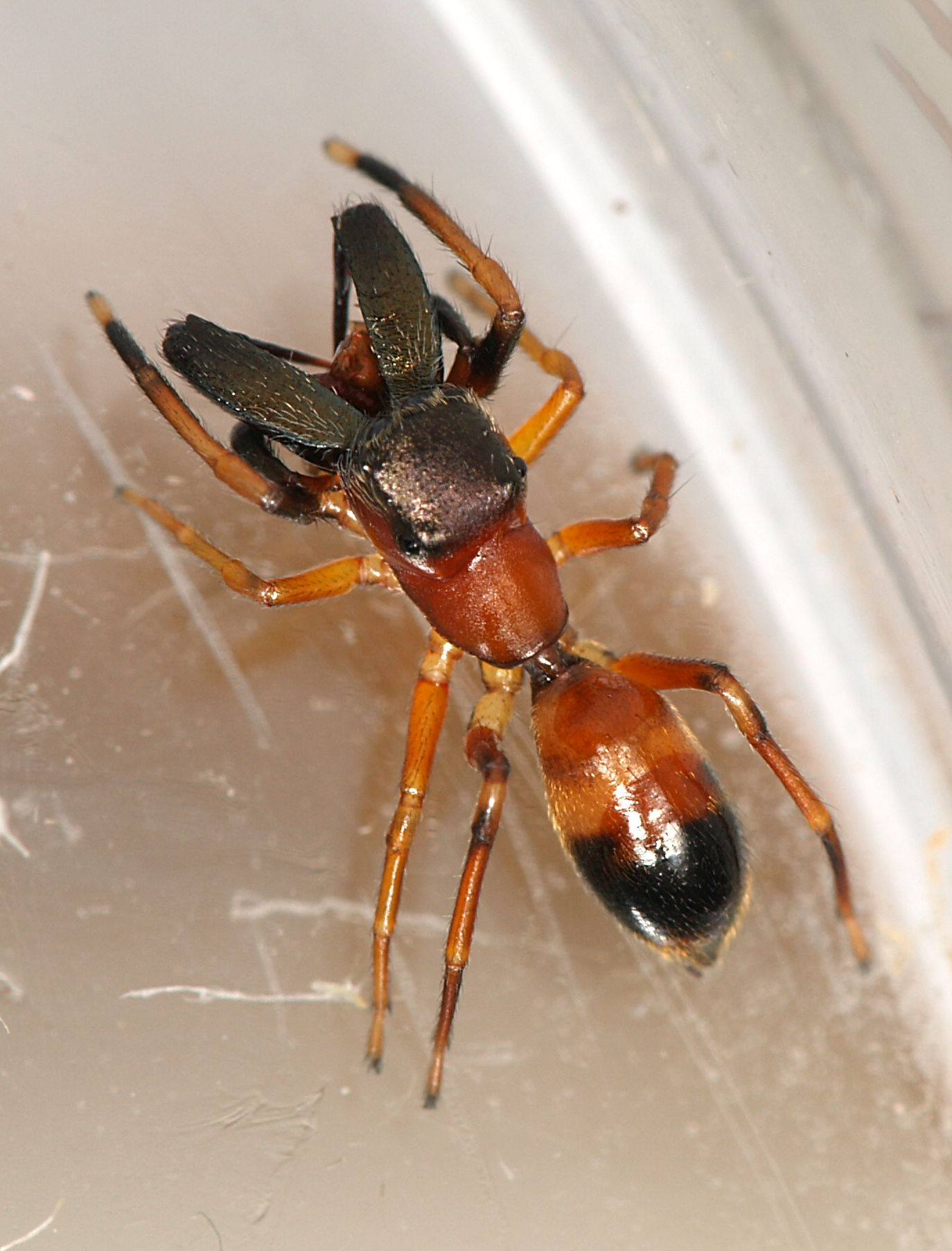

Myrmarachne formicaria (лат.) — вид аранеоморфных пауков из подсемейства Myrmarachninae семейства пауков-скакунов (Salticidae). Палеарктика (в том числе, Россия и Закавказье), Китай, Япония, Корея, США (интродуцирован). Обладают внешним сходством с муравьями. Длина самцов 5,0—6,5 мм; длина самок — 4,75—6,1 мм. Головогрудь вытянутая, у самцов направленные вперёд длинные хелицеры. Обитает в разнообразных условиях, в лесной подстилке, на лугах и пастбищах, на скалах и солончаках, на болотах. Наблюдаются с мая по сентябрь (в условиях Англии). Моделями для подражания (мирмекоморфия) служат такие виды муравьёв как Formica cunicularia Latreille, Formica rufa L., Formica rufibarbis Fabricius, Myrmica rubra (=laevinodis) (L.), Myrmica scabrinodis Nylander.